# Alp Ergin
Alp Ergin (* 9. Februar 1987 in Izmir) ist ein türkischer Fußballspieler. 

## Karriere

### Verein
Ergin ist seit der Saison 2005/06 professioneller Fußballspieler. Sein erster Verein war Altay Izmir. In seiner ersten Saison verpasste er im letzten Relegationsspiel mit seinen Mannschaftskameraden den Aufstieg in die Süper Lig. Für Altay spielte Ergin fünf Jahre, bis er im Sommer 2010 zum Ligakonkurrenten Boluspor wechselte.
Zur Saison 2014/15 wechselte er zum Zweitligisten Ankaraspor. Zur Saison 2016/17 verließ er nach zwei Jahren die Hauptstädter, die sich im Sommer 2014 in Osmanlıspor FK umbenannt hatten, und heuerte beim Drittligisten Kocaeli Birlikspor an.

### Nationalmannschaft
Zwischen 2003 und 2007 spielte der Mittelfeldspieler für die türkische U-17, U-18, U-19 und U-21.

## Erfolge
Mit Osmanlıspor FK
- Vizemeister der TFF 1. Lig und Aufstieg in die Süper Lig: 2014/15